# Friedrich Ebert – Geburt einer Republik
Friedrich Ebert – Geburt einer Republik ist ein ZDF-Fernsehfilm, der die Rolle Friedrich Eberts in den Anfangsjahren der Weimarer Republik 1918/19 thematisiert. Die Erstausstrahlung erfolgte am 1. August 1969. Es handelt sich offenbar um eine eigenständige Produktion, obwohl eine Woche später, am 8. August, ein inhaltlich anschließender Film, ebenfalls unter der Regie von Hermann Kugelstadt, vom ZDF ausgestrahlt wurde: Friedrich Ebert und Gustav Stresemann. Schicksalsjahre der Republik, in der die Rolle Eberts wiederum mit Kurd Pieritz besetzt war.

## Handlung
Nach der Abdankung Kaiser Wilhelms II. am 9. November 1918 im Zuge der Novemberrevolution wird dem SPD-Vorsitzenden Friedrich Ebert von Reichskanzler Prinz Max von Baden die Reichskanzlerschaft übertragen. Ebert setzt sich für sozialdemokratische Ideale wie Sozialismus und Demokratie ein und versucht zur Aufrechterhaltung von Ruhe und Ordnung die Ausrufung der Republik zu verhindern. Doch Eberts Parteigenosse Scheidemann ruft noch am selben Tag die parlamentarische Republik aus, um der Proklamation einer Räterepublik nach sowjetrussischem Vorbild durch Karl Liebknecht vom Spartakusbund zuvorzukommen. Zur Durchsetzung der  parlamentarischen Republik sieht sich Ebert gezwungen, ein strategisches Bündnis mit der Obersten Heeresleitung unter General Wilhelm Groener einzugehen, die nun linksradikale Aufstände in ganz Deutschland niederschlägt.

## Kritik
„… Er (Friedrich Ebert) und alle anderen sprechen Geschichtstabelle wie x-mal gehabt. Großer Ploetz in Dialogform.“